# Esquerra Republicana de Catalunya-Catalunya Sí
Esquerra Republicana de Catalunya-Catalunya Sí (ERC-CAT SÍ, en español: Izquierda Republicana de Cataluña-Cataluña Sí) fue una coalición electoral de Cataluña, de carácter independentista, creada por Esquerra Republicana de Catalunya (ERC), Reagrupament Independentista (RI) y Catalunya Sí (CatSí) para participar conjuntamente en las elecciones a Cortes Generales de España del 20 de noviembre de 2011, en las que obtuvo tres diputados en el Congreso.
De cara a las elecciones al Parlamento de Cataluña de 2012 Esquerra y la plataforma Catalunya Sí readitaron la coalición, esta vez sin Reagrupament, que no concurrió a las elecciones.
Repitieron esta misma coalición de cara a Elecciones al Parlamento de Cataluña de 2017.

## Historia

### Origen

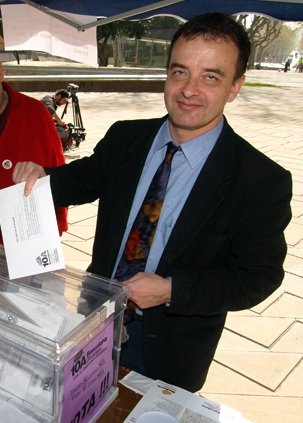
El escritor Alfred Bosch, candidato al Congreso de la coalición en 2011.

El nacimiento de la coalición tiene su origen en la importante renovación vivida por Esquerra Republicana de Catalunya en su congreso de septiembre de 2010, en el que Oriol Junqueras fue nombrado presidente del partido y Marta Rovira nueva secretaria general. En el mismo congreso se celebraron elecciones primarias para elegir al candidato del partido de cara a las elecciones generales de noviembre de ese año, resultando ganador el independiente Alfred Bosch (con el 65,81% de los votos) por delante del hasta entonces secretario general del partido, Joan Ridao (30,66%). Bosch, historiador y escritor, había sido militante del ERC, aunque había renunciado para convertirse en portavoz de Barcelona Decideix, plataforma organizadora de una consulta popular sobre la independencia de Cataluña en la ciudad condal el 10 de abril de 2010. Tras ser proclamado candidato, Bosch abrió la puerta a Reagrupament y Solidaritat para formar una candidatura conjunta del independentismo de cara a las elecciones generales del 20-N.
El 4 de octubre de 2011 Oriol Junqueras comunicó que la fórmula propuesta desde Esquerra sería integrar en sus listas a miembros de Solidaritat, Reagrupament y a independientes a través de una plataforma electoral, jurídicamente con forma de coalición, de modo que el partido republicano figurase como el predominante en la candidatura. Esta propuesta fue aceptada desde Reagrupament y rechazada por Solidaritat, que en un comunicado lamentó que "Oriol Junqueras haya decidido rehusar la coalición electoral con Solidaritat" y que "ERC se presente solo con sus siglas y su programa, que no prioriza la lucha por la independencia de Cataluña".
El 8 de octubre de 2011, Oriol Junqueras y Joan Carretero, presidentes respectivos de Esquerra y Reagrupament, junto a Alfred Bosch, convocaron una rueda de prensa en el Ateneo Barcelonés para anunciar la formación de una coalición electoral con el nombre de Esquerra Republicana de Catalunya-Catalunya Sí, con el objetivo de lograr la independencia de Cataluña y mantener el Estado del Bienestar catalán. El acuerdo de coalición daba también cabida en sus listas a independientes de vinculados a la plaforma ciudadana Catalunya Sí, como Miquel Sellarès, Gorka Knörr y Josep Cruanyes, entre otros. El 11 de octubre de 2011 la coalición anunció que otro independiente de la plataforma ciudadana, el centenario cirujano Moisès Broggi, sería cabeza de lista por Barcelona para el Senado.

### Elecciones generales de España de 2011
Durante la campaña electoral de las elecciones generales de 2011 la coalición uso el eslogan República del sí. La plataforma ciudadana de apoyo a la candidatura de Alfred Bosch, Catalunya Sí, organizó varios actos en los que participaron destacados miembros de la sociedad civil catalana como Lluís Llach, Anna Sahun, Gerard Quintana, Jordi Carbonell, Ventura Pons, Toni Albà o Miquel Giménez.

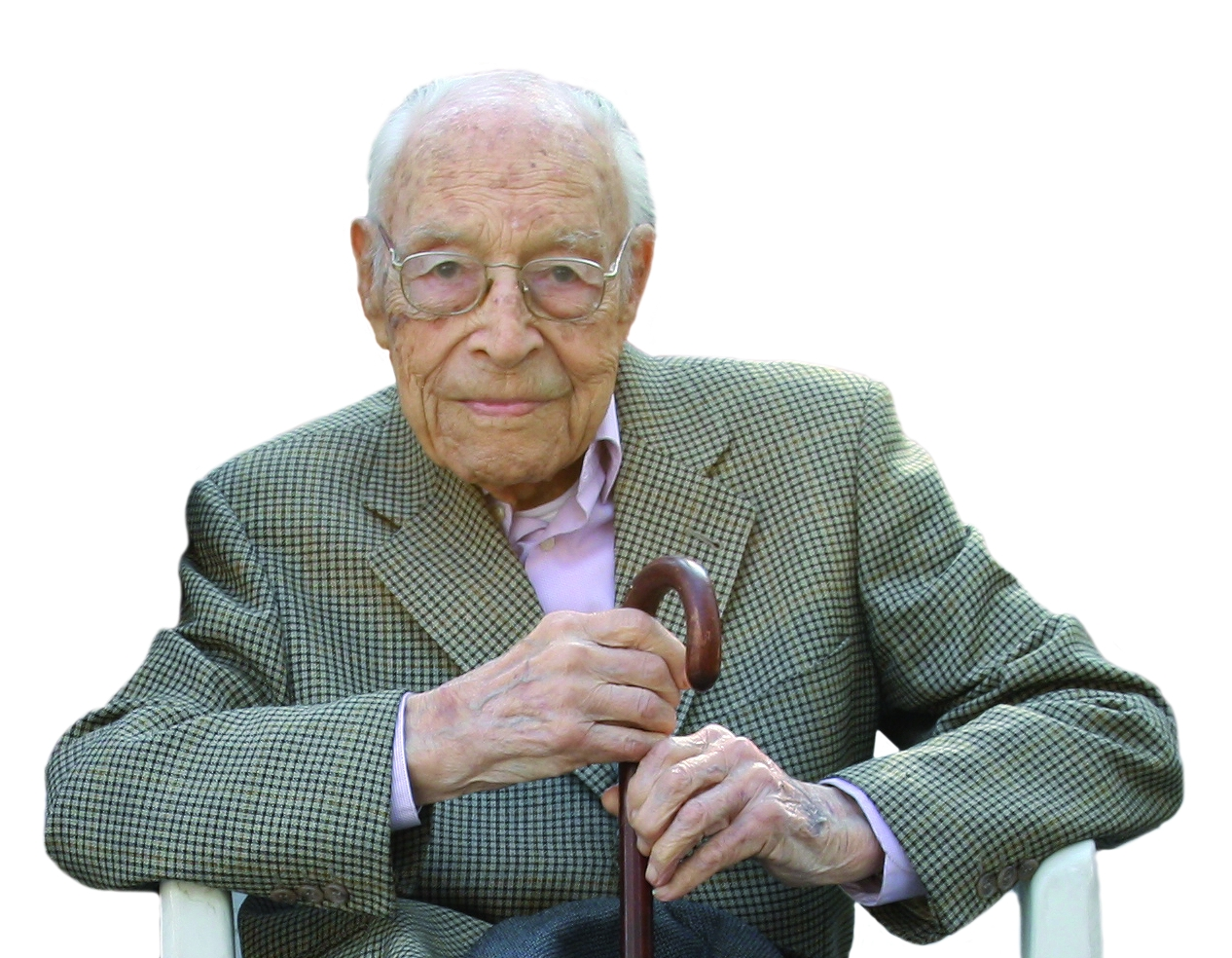
El doctor Moisès Broggi, candidato al Senado de la coalición en 2011.

En las elecciones generales de 2011 la coalición Esquerra Republicana de Catalunya-Catalunya Sí presentó listas en las cuatro circunscripciones catalanas (Barcelona, Gerona, Lérida y Tarragona). En los comicios al Congreso de los Diputados recibieron 256.393 votos, un 1,05% del total de los sufragios (7,06% del total de Cataluña). Obtuvieron tres diputados -el mismo número obtenido por ERC en solitario en 2008-, dos por la circunscripción de Barcelona (Alfred Bosch y Joan Tardà) y uno por la de Gerona (Teresa Jordà), pasando a formar parte del grupo mixto de la cámara baja. 
En la cámara alta, sin embargo, la coalición no obtuvo escaños. Este resultado empeoró el obtenido en las anteriores elecciones, cuatro años antes, donde ERC había conseguido tres senadores formando parte de la coalición Entesa Catalana de Progrés.

### Elecciones al Parlamento de Cataluña de 2012
En octubre de 2012, después que el Presidente de la Generalidad, Artur Mas, anunciara elecciones anticipadas al Parlamento de Cataluña, Esquerra convocó una reunión con las principales fuerzas soberanistas catalanas —Solidaritat, Reagrupament, Democràcia Catalana y la CUP, que no acudió— para negociar una coalición electoral. En el encuentro, sin embargo, las cuatro fuerzas asistentes no llegaron a un acuerdo para presentarse conjuntamente, de modo que Solidaritat se presenta en solitario y Reagrupament y Democràcia Catalana descarta concurrir a los comicios. Por su parte Esquerra el 11 de octubre de 2011 anunció la reedición de la coalición Esquerra Republicana de Catalunya-Catalunya Sí, con Oriol Junqueras como cabeza de lista por Barcelona, Roger Torrent, alcalde de Sarriá de Ter en Gerona, Josep Cosconera en Lérida y Josep Andreu, alcalde de Montblanch en Tarragona. Por parte de la plataforma ciudadana se incorporaron a las listas la jurista Gemma Calvet (4ª por Barcelona), la periodista Eva Piquer (7ª por Barcelona), el escritor Jordi Llavina (25º por Barcelona), el crítico teatral Àlex Gorina y el filósofo Josep Maria Terricabras cerrando la lista por Tarragona.